# Норвешка на Европском првенству у атлетици на отвореном 1934.
Норвешка је учествовала на 1. Европском првенству у атлетици на отвореном 1934. од 7. до 9. јуна 1934. на стадиону Бенито Мусолини у Торину (Италија). Била је једна од 23 земље учеснице. Норвешку су представљала 4 атлетичара који су се такмичили у 5 дисциплина.
У укупном пласману Норвешка је са три овојене медаље (2 сребрне и 1 бронзана) заузела 10 место од 15 земаља које су освајале медаље. место.
У табели успешности (према броју и пласману такмичара који су учествовали у финалним такмичењима (првих 8 такмичара)) Норвешка је са 5 учешћа у финалу заузела 8 место са 30 бодова, од 18 земаља које су имале представнике у финалу. На првенству је учествовале 23 земаља чланица ЕАА.
| Пл. | Земља    | 1.    | 2.     | 3.    | 4.     | 5.    | 6.    | 7.    | 8.    | Бр. фин. Бод. |
| --- | -------- | ----- | ------ | ----- | ------ | ----- | ----- | ----- | ----- | ------------- |
| 8.  | Норвешка | 0 — 0 | 2 — 14 | 1 — 6 | 2 — 10 | 0 - 0 | 0 - 0 | 0 - 0 | 0 - 0 | 5 - 30        |

На такмичењу је оборен једам национални (скок увис) и један лични рекорд.

## Учесници
Мушкарци:
- Холгер Албрехтсен — 110 м препоне и 400 м препоне
- Георг Броте — 10.000 м
- Биргер Халворсен —  Скок увис
- Ото Берг —  Скок удаљ

## Освајачи медаља

### Сребро (2)
- Биргер Халворсен — Скок увис
- Ото Берг — Скок удаљ

### Бронза (1)
- Холгер Албрехтсен — Трка на 110 м препоне

## Резултати

### Мушкарци
| Атлетичар         | Дисциплина    | Лични рекорд | Квалификације | Квалификације | Полуфинале | Полуфинале | Финале  | Пласман | Детаљи      |
| Атлетичар         | Дисциплина    | Лични рекорд | Резултат      | Место         | Резултат   | Место      | Финале  | Пласман | Детаљи      |
| ----------------- | ------------- | ------------ | ------------- | ------------- | ---------- | ---------- | ------- | ------- | ----------- |
| Холгер Албрехтсен | 110 м препоне | 14,7         | 15,8          | 1. у гр. 4 КВ | 15,1       | 3. у пф. 2 | 15,0    |         | стр. 362    |
| Холгер Албрехтсен | 400 м препоне | 54,0         | 62,7          | 3. у гр 2 КВ  |            |            | 55,0    | 4 / 7   | стр. 362    |
| Георг Броте       | 10.000 м      |              |               |               |            |            | 32:20,0 | 4. / 7  | стр. 360/61 |
| Биргер Халворсен  | скок увис     |              |               |               |            |            | 1,97 ЛР |         | стр. 362    |
| Ото Берг          | скок удаљ     | 7,53         |               |               |            |            | 7,31    |         | стр. 362    |